# Adolf von Thierry
Adolf Freiherr von Thierry (* 1803 in Kuttenberg, Chrudimer Kreis; † 6. November 1867 in Wiesbaden) war Polizeiminister im Kaisertum Österreich von 1859 bis 1860.

## Leben
Thierry entstammte einer adeligen katholischen Familie im Großherzogtum Luxemburg. Er war Sohn des k.k. Generalmajors Ludwig Freiherr von Thierry und wuchs im böhmischen Kuttenberg auf. Er trat nach dem Ende seiner Ausbildung in das Gubernium in Brünn ein und ging 1837 als Legationsrat zur Bundespräsidial-Gesandtschaft nach Frankfurt am Main, wo er später zum Hofrat und Bundeskanzlei-Direktor befördert wurde. 1849 wurde er ins Ministerium des Äußern des Kaisertums Österreich versetzt. Nach dem Tod des Fürsten Schwarzenberg zog er sich ins Privatleben zurück, ging aber nach fünf Jahren zurück an seine ehemalige Stelle in Frankfurt. Als Alexander Freiherr von Hübner das am 21. August 1859 übernommene Polizeiministerium nach kaum achtwöchiger Verwaltung niederlegte, erhielt unter dem Minister Agenor Graf Gołuchowski am 21. Oktober Freiherr Thierry dieses Amt, aber schon nach einem Jahr, am 20. Oktober 1860, trat er mit Gołuchowski zurück. Die Reorganisation der Monarchie im föderalistischen Sinn, welche im Oktoberdiplom vom Jahr 1860 ihren Abschluss finden sollte, scheiterte letztlich. Er zog sich wieder ins Privatleben zurück und widmete sich Finanzgeschäften. Er war 1865 in einen Prozess um die Anglo-Österreichische Bank vor der Queen’s Bench Division in London involviert. Er starb am 6. November 1867 in Wiesbaden an einem Lungenleiden.